# Amadeo Carrizo
Amadeo Raúl Carrizo (Rufino, 12 juni 1926 - Buenos Aires, 20 maart 2020) was een Argentijnse keeper. Het grootste deel van zijn carrière kwam hij uit voor River Plate en daarnaast speelde hij enige tijd voor het Colombiaanse Millonarios. Ook verdedigde hij twintigmaal het doel van het Argentijnse nationale elftal en kwam hij met dit team uit op het WK 1958.
Aan het eind van de 20ste eeuw werd hij door de IFFHS gekozen als een van de beste tien keepers van de eeuw.